# 英國國籍法
英國國籍法是英國有關公民身分及其他類別英國國籍的法律。作為一個昔日殖民地遍佈全球的帝國，其漫長的歷史有不少遺留下來的問題，所以英國的國籍法十分複雜。

## 歷史
一直以來，英格蘭（英格兰和威尔士）和蘇格蘭（苏格兰法的部分内容）法律都有對君主的臣民和外籍人士作出區分。在1914年之前，英國大部分的國籍法律都是不成文的。《1914年英國國籍和外籍人士身分法令》（British Nationality and Status of Aliens Act 1914）把當時與國籍相關的普通法和其他成文法匯編成集，並做了幾項次要的修正。
踏入20世紀，隨著英聯邦的發展，各成員國紛紛獨立，聯合王國沿用的單一英籍人士身分再也不敷應用。1948年，英聯邦各國的政府首腦同意每個成員國都應制定各自的國籍，但所有英聯邦公民仍會繼續保留英籍人士身分。
《1948年英國國籍法案》建立了聯合王國及殖民地公民（Citizen of the United Kingdom and Colonies，簡稱）國籍，作為英國和1949年1月1日法案生效時其尚存殖民地的公民身分。但英國法律直至1960年代為止，都沒有對英國及殖民地公民和其他英籍人士的權利作太大的區分，兩者都可以隨時入境和定居英國。
1962年至1971年間，來自亞洲和非洲的英聯邦公民移居英國的數目大增，引起恐慌，英國開始逐步收緊英籍人士移民英國的控制。《1971年入境法案》引入了「土生土長」（patriality）的概念，規定只有和英国列岛（包括聯合王國和王室属地）有夠緊密關連的人，如本身或父母在當地出生、登記或歸化入英籍或已定居不少於5年，才擁有在聯合王國定居和工作的權利。這令到大多數海外英籍人士因與英國本土缺乏聯繫而失去居英權。
雖然1971年的法案其後又經過多次修訂，但今日英國國籍法的主體是《1981年英國國籍法案》。它確立了當前多類型的英國國籍，計有英國公民、英國海外領土公民、英國海外公民、英國國民（海外）、英籍人士和受英國保護人士。當中只有英國公民有英國的居留權。
1981年的法案也不再視英聯邦公民為英籍人士（British Subject）。餘下的英籍人士只有兩類：一是因前英屬印度的關連而取得的英國國籍的，二是和1949年前的愛爾蘭共和國有關連而聲明保留英國國籍的。與前英屬印度有關的英籍人士如果取得別國國籍，將失去英國國籍。

## 英國國籍的類別
現時英國國民有以下六种分類。
- 英國公民（British Citizen）

這身分一般是通過和聯合王國、海峽群島和曼島（即所謂「United Kingdom and Islands」）的關係而取得。在《1971年入境法案》下通過和不列顛島嶼的關係取得英国居留权的英國及殖民地公民，在1983年1月1日以後大都成為了英國公民。
英國公民是最常見的英國國籍，也是唯一自動擁有英國居留權的。
- 英國海外領土公民（British Overseas Territories citizens，簡稱，前稱「英國屬土公民」）

英國海外領土公民是和英國海外領土有關的人士。現在這類型人士因為《2002年英國海外領土法案》大多兼有英國公民身分。英國公民和英國海外領土公民的身分是可以同時擁有的。
- 英國海外公民（British Overseas citizens, BOC）

英國海外公民是不合資格取得英國公民或英國屬地公民身分的前英國及殖民地公民。多數是因著和前英國殖民地（例如馬來西亞和肯亞）的關係而取得英國及殖民地公民身分的人。
- 英籍人士（British subjects）

按照《1981年英國國籍法案》，英籍人士是沒有英國及殖民地公民身分或任何英聯邦國家公民身分的英籍人士。多數是跟前英屬印度和1949年前的愛爾蘭共和國有關係而取得這身分的。
- 英國國民（海外）（British Nationals (Overseas), BNO）

英國國民(海外)在1981年的法案中並不存在。它是由《1985年香港法案》（Hong Kong Act 1985）和《1986年香港(英國國籍)令》（Hong Kong (British Nationality) Order 1986）所建立的。英國國民(海外)是香港的原英國屬土公民中，於香港主權移交中華人民共和國前特別申請者。未能成為中國公民的原英國屬土公民都成為了英國海外公民。
- 受英國保護人士（British protected persons，BPP）

受英國保護人士來自大英帝國中非由英王擁有主權的保護國──名義上受英國君主保護的獨立國家。受英國保護人士的身分是的特殊種類──它既不是大英國協公民（或舊式的英籍人士），傳統上也不被視為英國國民，但亦非外國人（alien）。
包括受英國保護人士的各種英國國籍中，除了英國公民和英國海外領土公民之外，都屬於歷史遺留的特許類別，因為這些國籍的申請途徑極少（如果有的話），而且不能遺傳給所有人的子女（除非該子女勢將成為無國籍人士，但這是極例外的情況），它們將隨著時間流逝而消失。

## 取得英國公民身分
英國公民身分可以經以下途徑取得：
1. 根據出生地法（又稱屬地主義）原則：在英國出生，而父母任何一方在出生時為英國公民或已在英國定居。
2. 根據血統法（又稱屬人主義）原則：父母其中一方是憑藉世系資格成為英國公民。例如英國女演員艾瑪·華森（Emma Watson），她在法國出生，但父母擁有英籍，所以是英國公民。
3. 歸化
4. 登記
5. 領養

在國籍事務上，海峽群島和萌島一般都被視為英國的一部分。
由第二類方法取得英國公民身分的，為憑世系成為英國公民（citizens by descent）。由第一、三或五類方法取得公民身分的，為憑藉世系以外的資格（例如出生、領養或歸化）成為英國公民（citizens otherwise than by descent）。經登記（第四類方法）成為公民的，視情況可為兩者之一。只有憑藉世系資格取得的公民身分可以透過登記把公民身分自動遺傳給海外出生的子女。

### 於英國出生而取得英國公民身分
根據從1983年1月1日生效的《1981年英國國籍法案》，在英國出生而父母任何一人為英國公民或已在英國定居者，將自動成為英國公民。
- 只須父母其中一方符合這些條件。
- 「定居」在這裡指在英國居住，擁有英国居留权或無限期居留資格，或者是歐洲聯盟或歐洲經濟區成員國公民或擁有永久居留權。英國的愛爾蘭公民在此也被視為定居。
- 有關父母其中一方為歐洲聯盟、歐洲經濟區成員國、或瑞士公民者，存在特別規定。相關法律曾於2000年10月2日和2006年4月30日修訂。
- 就2006年7月1日後出生的兒童而言，如果只有其父親符合條件，父母必須已經結婚。於出生後結婚者通常可以開始傳承公民身分。
- 如果父母沒有結婚，但結婚後則可以傳承公民身分者，英國內政部一般會在受到申請後將兒童登記為英國公民。在登記之日兒童必須未滿十八歲。
- 如果父母其中一方在兒童出生以後取得英國公民或「定居」身分，在兒童不滿十八歲的情況下，可以登記為英國公民。
- 如果兒童在英國居住至十歲（滿10年），則終身有登記為英國公民之權，而不受入境狀況和父母的國籍影響。
- 父母為英國海外公民或英籍人士，或者無國籍的兒童，可以按特殊規定取得英國公民身分。

1983年前，在英國出生者，除了別國外交人員的子女和敵國子民（enemy aliens）之外，不論父母的入境狀況如何，本身就有英國國籍。這項規定對別國來訪的軍事人員同樣適用，所以1983年前到訪英國的軍事人員（例如美國駐扎英國的部隊）在英國出生的子女，因出生地原則是英國公民。

### 憑世系取得的英國公民身分
憑世系取得英國公民身分的規定，因當事人何時出生而有所不同。

#### 從1983年起
1983年1月1日後在英國國境以外出生的兒童，如果出生時，父母任何一方不是憑藉著世系成為公民資格的話，將自動取得英國公民身分。
- 只須父母其中一方為憑藉世系以外的資格成為公民。
- 2006年7月1日前，未結婚的父親不得將公民身分傳承予子女，雖然如果父母最後結婚，如果子女是合法所生而父親可以傳承公民身分，子女從那時起一般可以成為英國公民。
- 如果上款不獲滿足，子女只可以在如果父母有結婚則可以繼承公民身分的前提下，在年滿十八歲前申請。
- 如果父母是憑世系取得資格的英國公民，則有額外規定。在一般情況下，父母應已在英國居住滿三年，子女則可以在出生十二個月內登記為英國公民。
- 就英國國籍而言，萌島和海峽群島被視為英國的一部分。
- 2002年5月21日前，在除了福克蘭群島以外的英國海外領土出生者，就英國國籍而言，視為在海外出生。2002年5月21日後於塞浦路斯以外的英國海外領土出生者，與英國本土出生者同樣有取得英國公民的資格。
- 父母是公務員出國服務而於國外出生者，通常會憑藉世系以外的資格取得公民身分。換句話說，他們和在英國本土出生沒有不同。
- 在例外情況下，英國內政大臣可以運用酌情權，把為憑藉世系公民的子女登記為英國公民，例如該子女會因此而成為無國籍人士時。

#### 1983年以前
1983年前，按常規英國國籍只可從父親繼承，而且父母必須已經結婚。
從2003年4月30日起，英國籍女性在1961年2月8日至1982年12月31日所生的子女有權登記成為憑藉世系的公民。但享有永久居留權或者有資格申請居留權者，一般都依歸化取得英國國籍，因為歸化取得的國籍是憑藉世系以外的資格取得，即可傳承的。成功登記者必須品格良好（of good character）和參與歸化儀式。

### 因領養而取得英國公民身分
英國公民領養的兒童只有在下列情況下才會自動取得公民身分：
- 領養令是由英國、海峽群島、萌島或福克蘭群島的法院在1983年1月1日或以後發出的；或
- 該項是符合1993年《海牙公約》中關于跨國領養的協定領養，並在2003年6月1日或以後生效，領養者在當日已經在英國慣常居住。

無論哪種情況，至少一名養父母必須在領養當日是英國公民。
在其他情況下，受養兒童登記成英國公民的申請必須在其十八歲之前提出。如果負責的大臣接納有關領養是真實的（bona fide），及如果獲領養兒童為領養者親生，則將有英國公民身分的話，申請一般都會通過。通常領養必須在一「指定國家」（designated country）的法律下進行才可以在英國獲得承認，而大部分已發展國家及另外一些國家都已經是「指定」的國家。這擁有外國永久居留權的英國公民，為當地所收養子女取得英國公民身分的一般方法。
如果領養令被廢除或宣告無效，被領養者已依據該領養而取得的英國公民身分不會喪失。
被非英國籍人士領養的英國兒童，即使因為領養而取得新的國籍，也不會喪失英國國籍。

### 歸化成為英國公民
歸化為英國公民的條件，則視乎申請人是否已和另一個英國公民結婚。
如果已經和英國公民結婚，申請人必須：
- 在英國擁有無限期居留資格（或〔就此目的而言〕的同等資格，例如居留權、歐洲聯盟成員國的公民、愛爾蘭公民等等）；
- 已經在英國合法居住滿三年；
- 表現出對英國生活的充分認識，例如通過英国生活考试（Life in the United Kingdom test）或參加英語和公民身分合併課程。上述考試或課程的証明必須在申請歸化時提交。對于65歲以上的申請人，通常可以豁免語言要求，60至65歲的申請人也可能會獲得豁免；
- 英語、威爾士語或蘇格蘭蓋爾語能力達標。通過英国生活考试的人都被認為英語能力足夠。

如果沒有和英國公民結婚，條件則為：
- 在英國合法居留五年；
- 擁有無限期居留或同等資格12個月或以上；
- 申請人必須有意在英國繼續居留，或在海外替聯合王國政府、英國公司或團體工作。
- 跟與英國公民結婚的申請人相同的語言和生活知識程度。

所有歸化的申請人必須品格良好。歸化由相關部門自行決定是否核准，但如果要求達到，一般都會批准。
截至2006年8月，在海峽群島和萌島申請英國公民身分的人（一般是為了在這些皇家屬地而非英國本土定居）不須參加英国生活考试。然而，預料不久的將來此規定會有所改變。英語、威爾士語和蘇格蘭蓋爾語的能力測驗則沒有改變。在允許海外歸化的罕有情況下，英国生活考试可以在當地的英國駐外館處書面應考。

### 歐洲經濟區會員國和瑞士公民
歐洲經濟區會員國公民和瑞士公民的入境狀態自1983年來有多次變化。這些規定對歸化的資格和該等公民在英國所生的子女是否英國公民的問題影響尤其重要。

#### 2000年10月2日以前
一般來說，任何歐洲經濟區會員國公民在英國行使歐盟條約賦予的權利（exercising Treaty rights）時，即被視為已在英國「定居」。所以該等人士在英國所生的子女通常都是英國公民。

#### 2000年10月2日至2006年4月29日
《2000年入境(歐洲經濟區)規例》（Immigration (European Economic Area) Regulations 2000）規定除了幾種例外情況，否則歐洲聯盟和歐洲經濟區公民除非事先申請和獲批准永久居留，將不會被視為已在英國定居。這在歸化程序和英國出生的歐洲兒童有否居留權的問題上有密切關聯。

#### 2006年4月30日或以後
2006年4月30日《2006年入境(歐洲經濟區)規例》（Immigration (European Economic Area) Regulations 2006）生效以後，歐洲經濟區和瑞士公民在英國行使歐盟條約賦予的權利居住滿5年後，將自動獲得無限期居留。
歐洲經濟區和瑞士公民（父母任何一方）行使歐盟條約賦予的權利住滿5年後，在英國所生的子女通常自動是英國公民。如果子女出生時父母雙方都沒有在英國住滿5年，則子女可在父母住滿5年後按《英國國籍法案》第1章(3)條登記為英國公民。
2000年10月2日至2006年4月29日其間出生的兒童，其父母任何一方在行使歐盟條約賦予的權利居住英國滿5年後，可以登記為英國公民。

#### 愛爾蘭公民
由于聯合王國和愛爾蘭共和國組成了共同旅遊區（Common Travel Area），所以愛爾蘭公民不受上述條文所限，在英國居留即會被視為已在英國定居。

#### 瑞士公民
從2002年6月1日起，瑞士的公民享有歐洲經濟區公民在上面提述的權利。

#### 十年規則
按照相關入境法規，由歐洲經濟區成員國或瑞士公民所生的非英籍的兒童，可以在父母取得「定居」資格後登記為英國公民。
另外，在英國出生的兒童如果在英國居住至10歲，即有登記成英國公民的權利，不論他或父母的入境狀況為何。此為十年規則（Ten year rule）。

### 登記為英國公民
登記是取得英國公民身分的一種較簡單的方法，但只有部分人符合資格。
英國公民以外的英國國民，如果擁有無限期居留或居留權資格，則可在英國居住滿5年後按《英國國籍法案》第四部規定登記。
以下人士因政策或法規，也有登記為英國公民之權：
- 取得英國公民身分或無限期居留資格人士在英國所生的子女
- 在英國出生且居住至10歲的兒童
- 父親一方有英國公民身分，但父母沒有結婚的兒童
- 沒有其他國籍的英國海外公民、英國國民(海外)[5]、英籍人士及受英國保護人士
- 部分來自香港的英國國民中，符合《1996年香港(軍人妻子及遺孀)法案》（Hong Kong (War Wives and Widows) Act 1996）或《1997年英國國籍(香港)法案》（British Nationality (Hong Kong) Act 1997）規定者
- 生於英國或經歸化的女性於1961年至1982年期間在英國國外所生的子女（包括已成年者）
- 某些憑世系的公民在英國國外出生的子女
- 某些在英國出生的無國籍兒童
- 2002年5月21日以後取得英國海外領土公民身分的人士（與賽普勒斯英屬基地區有關聯人士除外）
- 英國公民在國外所領養的18歲以下兒童
- 曾放棄英國公民身分，已不再是英國公民的人士
- 已有其他國籍（包括中國籍）、且在移居前經常居住於香港的英國國民（海外）身分持有人，以BN(O)簽證居留英國6年並符合相應要求
- 所有居港、但又未受惠於居英權計劃的退役駐港英軍及指定家屬，經特別計劃直接申請無限期居留，並移居英國最少1年[6]

## 取得英國海外領土公民身分
《1981年英國國籍法案》對英國屬土公民（2002年改稱英國海外領土公民）身分的取得和喪失作出和英國公民身分大致相同的規定。內政大臣把授與英國海外領土公民的權力下放給海外領土的總督。只有在例外的情況下，內政部才會在英國把申請人士登記為英國海外領土公民。
2002年5月21日，沒有英國公民身分的英國海外領土公民（與賽普勒斯英屬基地區有關聯人士除外）都按《2002年英國海外領土法案》自動取得了英國公民身分。這些人可以按《1981年英國國籍法案》第上第4A章登記為英國公民。

## 取得其他類型的英國國籍
現時取得英國海外公民、英國國民(海外)、英籍人士或受英國保護人士等身分是很罕有而且不尋常的，因為它們一般不可憑世系取得，也不接受申請，只有在防止無國籍人士產生時才會例外。
《2002年國籍、入境及庇護法案》（Nationality, Immigration and Asylum Act 2002）賦予英國海外公民、英籍人士或受英國保護人士取得英國公民身分的權利，只要他們沒有其他國籍或沒有在2002年7月4日以後放棄或因行動或無所行動而喪失任何國籍或公民身分。原先這些人在任何國家都沒有居留權，實際上成了無國籍人士。儘管英國內政部的高級官員強烈反對，時任內政大臣白文傑（David Blunkett）還是在2002年7月3日表示這方案將「改正一個歷史性的錯誤」，讓上萬名曾為亞洲地區的前英國殖民地政府工作的無國籍人士取回英國公民身分。

### 與前英國殖民地有關連人士
英國海外公民身分通常由跟前英國殖民地有關連的人士持有，當中最大的一群是1957年8月31日前跟檳城和馬六甲（現為馬來西亞一部分）有關聯的人。

### 英國國民（海外）與香港
大多數跟前英國殖民地香港有關聯的前英國屬土公民，現在都成為英國國民（海外）（不論是否有中國國籍）、英國海外公民或純粹是中國公民。申請英國國民（海外）身分的限期已經在1997年屆滿，現時也沒有取得英國國民（海外）身分的特殊規定。但是英國國民（海外）所生的無國籍人士可能有成為英國海外公民的資格，進而可以登記為英國公民。而在2021年起，所有上述身分的持有人不論國籍，亦可申請「英國國民（海外）居留簽證」，在符合特定居留條件後登記為英國公民。
因為1990年、1996年和1997年的幾項特殊立法，當時某些香港的英國屬土公民可以取得英國公民身分。在其他情況下，香港的前英國屬土公民也可能因為特許和按照一般規定取得英國公民身分。

前述的英國國民（包括英國公民和英國國民（海外））不論在香港主權移交前後，都被中華人民共和國視為中國公民。這些中國公民跟來自中國大陸及澳門的中國公民有著不同的分類。

### 在愛爾蘭共和國出生人士
大約800,000名在1949年前出生的並和愛爾蘭共和國有關聯的人，根據《1981年英國國籍法案》第31節有權申領英籍人士身分。

### 漢諾威選帝侯夫人索菲婭的後裔
漢諾威選帝侯夫人索菲婭的合資格後裔基於在1949年以前是被視作英籍人士，因此他們現時是有權取得英國海外公民身分的。這類人士如在1983年已經在英國取得居留權的話，亦有可能取能英國公民身分。進一步的資料可參閱英國國籍法歷史與《1705年索菲婭歸化法案》。

## 英國國籍的喪失

### 放棄與恢復英國國籍
所有類型的英國國籍都可以在向內政大臣提出聲明後放棄。有關人士在內政大臣登記放棄聲明之日起不再是英國國民。如果該聲明是因預料將要取得新國籍而提出，但之後6個月內還沒有得到新的國籍，那麼聲明將不會生效，聲明者被視為回復英國國民身分。
向英國政府以外的其他機構提出放棄英國國籍的聲明也是無效的，例如宣誓成為美國公民的儀式上，一般所做出的放棄別國國籍聲明，不會獲英國政府承認。
在特殊的規定下，因取得新國籍而放棄的英國公民和英國海外領土公民身分可以恢復，但這樣的恢復只允許進行一次。如果需要多次恢復英國國籍，必須由英國政府酌情處理。
英籍人士、英國海外公民和英國國民（海外）身分一經放棄，在任何情況下都不得恢復。

### 自動喪失英國國籍
英籍人士（除了跟愛爾蘭共和國有關聯的英籍人士）和受英國保護人士一經獲得國籍，不論是英國、英聯邦還是外國的國籍，皆自動喪失原來的國籍。
- 這些規定不適用於英國公民。
- 英國海外領土公民取得他國國籍者，不會喪失英國海外領土公民身分。但是根據領土的入境法規，他們可能會喪失本土人身分。這些人應該向所住領土的總督查詢。
- 英國海外公民取得他國國籍者，不會喪失英國海外公民身分。然而，所有因為沒有其他國籍而取得的登記為英國公民的權利將不復存在。

### 英國國籍的剝奪
按照《2006年入境、庇護及國籍法案》（Immigration, Asylum and Nationality Act 2006），英國國民可以因為國務大臣信納「剝奪（該人的國籍）是有助公眾利益」而被剝奪公民身分。此規定自2006年6月16日，2006年就《2006年入境、難民及國籍法案(第一號生效)令》（Immigration, Nationality and Asylum Act 2006 (Commencement No 1) Order 2006）生效起已經存在。此特殊規定只對雙重國籍人士有效，在如果被剝奪國籍則會令當事人無國籍的情況下不適用。
在此之前的2003年，根據《2002年國籍、入境及庇護法案》（Nationality, Immigration and Asylum Act 2002）的修訂，英國國民如果國務大臣信納他們涉及對英國或任何海外領土的利益造成嚴重損害的行為，可以被剝奪英國國籍。
如果歸化或登記的英國國民的國籍或公民身分是通過欺詐或隱匿事實等手段而取得的，他們的國籍證書可能會被撤銷，因而喪失英國國籍。

## 雙重和多重國籍
自《1948年英國國籍法案》起，英國法律基本上沒有限制英國國民不能兼為另一國家的公民。所以英國國民取得別國國籍者，不會自動喪失英國國籍。同樣地，成為英國國民也不須放棄原來的國籍。
但是針對受英國保護人士和某些英籍人士存在特別規定。英籍人士除非是因為和愛爾蘭共和國而取得這個身分的，否則他們一經取得其他國籍或公民身分時，即喪失英籍人士身分。同樣，受英國保護人士一經取得其他國籍或公民身分，即喪失受英國保護人士身分。英國海外公民不會因為得到新國籍而喪失海外公民身分，但會失去按《1981年英國國籍法案》第4B章登記為英國公民的資格。
然而，很多其他國家不允許雙重國籍。如果某人擁有英國國籍，同時也是一個不承認雙重國籍的國家的國民，該國政府可能會視他為已經喪失該國國籍，或拒絕承認他的英國國籍。如果一名英國國民取得某個不承認雙重國籍的國家的國籍，他可能被該國政府要求放棄英國國籍。
根據國際法中主要國籍法則（Master Nationality Rule），如果一個國家的國民在另一國家擁有國籍，它將不能為該國民在該國家提供領事保護。例如如果某人有英國和美國國籍，他在美國的時候英國政府不能給他提供領事援助。
1949年前歸化其他國家的英國公民在當時已可能被判定喪失英國國籍。《1948年英國國籍法案》中也沒有就這些前英國國民取得或恢復英國國籍訂立任何特別規定，所以他們現時可能已不再是英國公民。但是1949年前因嫁給外國人而喪失英國國籍的英國女性，她們的英國國籍在1948年的法案生效前已及時獲得了當局的恢復。

## 英國公民身分儀式
自2004年1月1日起，所有年滿18歲或以上，透過歸化或登記途徑提交申請取得英國公民身分的新申請者，如果申請一經批核，他們必須出席一個公民身分儀式，向英國及英國君主宣誓效忠。
公民身分儀式通常由以下部門或人士舉辦：
- 英格蘭、蘇格蘭及威爾斯的地方議會
- 北愛爾蘭辦公室
- 萌島、澤西島及根西島的政府
- 各英國海外領土的總督
- 英國及其領土以外的英國領事館有關部門

在1949年以前出生，並來自愛爾蘭共和國的人士，他們在依據《1981年英國國籍法案》第31章恢復英籍人士身分的時候，無須出席公民身分儀式。然而，有關人士如在日後透過歸化或登記途徑，提出申請成為英國公民的話，他們則必須出席公民身分儀式。
就2004年以前提出申請英國公民身分的人士而言：
- 公民身分儀式是以私人形式進行，申請人須在律師或其他認可人士見證下簽署有關文件
- 如果申請人本身已擁有其他英國國籍（受英國保護人士除外），又或者本身的國家已奉英國君主為元首，那麼樣就不用進行公民身分儀式。

## 歐洲公民
以下「就共同體而言的聯合王國國民」（United Kingdom nationals for Community purposes），曾根據歐盟法律獲賦予歐洲聯盟公民身份：
- 英國公民
- 有居留權的英籍人士
- 和直布羅陀有關聯的英國海外領土公民

但是因著和海峽群島或萌島的關聯而取得的英國公民，並沒有居住在其他歐洲國家（除了同樣屬於共同旅遊區的愛爾蘭共和國）的資格，除非他們跟聯合王國本土有憑世系的關係或居住在英國。
由於英國已於2020年1月31日脫離歐盟，所有類別的英國國民除双重国籍者以外均不再是歐盟公民，以上條款亦因此而不再適用。

## 統計數字
英國內政部會就所授與的英國國籍的統計數字發表年度報告。

## 外部連結
- UK Border Agency - What is British citizenship? （页面存档备份，存于）
- British Nationality (Falkland Islands) Act 1983
- Nationality UK free help （页面存档备份，存于）

任何種類的英國國籍人士都可持用英國護照。

- Sanjay Shah, a British Overseas citizen passport holder, spent the 13 months living in the duty free section of Nairobi's Jomo Kenyatta airport, petitioning for full British Citizenship.  （页面存档备份，存于）  （页面存档备份，存于）  （页面存档备份，存于）
- Home Office Nationality Instructions (British nationality policy and background notes)
- British Nationality Acts: 1981 （页面存档备份，存于）, 1965 （页面存档备份，存于）, 1964 （页面存档备份，存于）, 1958 （页面存档备份，存于）, 1948 （页面存档备份，存于）, 1772 （页面存档备份，存于）, 1730 （页面存档备份，存于）
- Registration of a Child of an Unmarried British Father as a British Citizen (information from British High Commission, Canberra) （页面存档备份，存于）
- Southern Cross Group - Acquiring Another Citizenship - United Kingdom
- 1971: UK restricts Commonwealth migrants （页面存档备份，存于）
- South China Morning Post of 25 September 2006, highlighting the plight of Indian ethnic minority BN(O)s in Limbo in Hong Kong （页面存档备份，存于）
- South China Morning Post of 23 October 2006, criticising failure to properly process British citizenship applications of Indian-origin ethnic minority British nationals in Hong Kong （页面存档备份，存于）
- SUBMISSION TO LORD GOLDSMITH FOR THE CITIZENSHIP REVIEW: THE DIFFERENT CATEGORIES OF BRITISH NATIONALITY, Immigration Law Practitioners' Association